# Kent megye (Rhode Island)
Kent megye az Amerikai Egyesült Államokban, azon belül Rhode Island államban található. Megyeszékhelye East Greenwich, legnagyobb városa Warwick. Lakosainak száma 170 363 fő (2020. április 1.). Kent megye Providence, Washington, Windham, New London, Bristol, Newport és Northeastern Connecticut Planning Region megyékkel határos.

## Népesség
A megye népességének változása:
| Lakosok száma | 166 012 | 165 396 | 164 933 | 165 035 | 164 801 | 170 363 |
|               | 2010    | 2011    | 2012    | 2013    | 2015    | 2020    |